# Mónaco en los Juegos Olímpicos de Amberes 1920
Mónaco estuvo representado en los Juegos Olímpicos de Amberes 1920 por cuatro deportistas masculinos que compitieron en dos deportes.
El portador de la bandera en la ceremonia de apertura fue el atleta Edmond Médécin. El equipo olímpico monegasco no obtuvo ninguna medalla en estos Juegos.